# Le Monde des hommes
Le Monde des hommes est un roman de Pramoedya Ananta Toer (plus couramment appelé « Pram » en Indonésie) écrit en 1975 en indonésien. Pram était à cette époque emprisonné sur l'île de Buru, aux Moluques et le livre n'a paru qu'après sa libération, en août 1980. Il a été interdit en Indonésie le 29 mai de l'année suivante, interdiction restée en vigueur jusqu'en 2005. Il a été traduit en plus de trente langues et publié en français en 2001, à partir de sa version en anglais (c'est donc une double traduction depuis l’indonésien).
L’histoire décrit la rencontre entre un natif javanais ayant reçu une éducation européenne et une famille composée de l’alliance libre entre une autochtone et un colon néerlandais. Cette rencontre donne à l’auteur un prétexte pour décrire les relations houleuses entre Néerlandais et Javanais durant l’époque coloniale pré-indonésienne. Bien que Pramoedya Ananta Toer soit mondialement connu pour ses actions en faveur de la liberté et des droits de l’homme, cette œuvre n’a rencontré que peu de succès en France et reste quasiment confidentielle.

## Résumé
Tout pourrait commencer avec l’histoire de M. Mellema, aventurier néerlandais qui part s’installer dans les Indes néerlandaises pour faire fortune, quittant épouse et enfant. Cet homme, abusant de sa position, achète une femme, Nyai, dont il se fait sa concubine. Peu après, peut-être pris de remords, il lui donne un semblant d’éducation européenne, lui apprend à lire et à écrire. Mère de ses deux magnifiques enfants métis, elle tire profit de cet apprentissage pour gérer et faire fructifier l’exploitation de son maître. L’histoire d’un homme qui devient fou alors que son fils légitime vient réclamer son dû, tentant de répudier concubine et enfants naturels. Un fils qui, comme le père, saura tirer parti des lois néerlandaises en terre javanaise.
Cela aurait tout aussi bien pu être l’histoire de Jean Marais. Un Français en quête d’aventure qui s’engage sous les drapeaux néerlandais pour combattre les Javanais, qui sauve une première fois une indigène de l’assassinat puis du suicide et en tombe amoureux. Mais si le destin lui donne une merveilleuse petite fille, la guerre lui enlèvera une de ses jambes et la coutume lui volera son amour. Jean finira sûrement sa vie à Surabaya vendant les meubles européens qu’il dessine et les portraits qu’il peint lui-même.
Malgré la complexité de ces personnages, le Monde des hommes n’est pas leur histoire mais celle de Minke, jeune homme de dix-huit ans scolarisé à la Hoogere Burgerschool ou HBS (lycée) de Surabaya en 1898. L’HBS est une école secondaire réservée aux Européens, où sont admis quelques Inlanders ("indigènes") et vremde Oosterlingen ("Orientaux étrangers", c’est-à-dire essentiellement Arabes, Chinois et Indiens). Aux Indes néerlandaises, les métis sont assimilés Européens. Minke y est le seul Inlander et ne doit cet honneur qu'au fait d’être le fils d’un prince de très haute lignée javanaise et qui finira bupati d’une région voisine. Minke, personnage très intelligent, cultivé et autonome, est attiré par défi dans la grande demeure de Wonokromo, propriété de M. Mellema. Il découvre là une demeure pleine de mystère, ne répondant à aucun des critères qu’il connaît. Ici, personne ne se comporte vraiment comme un indigène ou comme un Européen. Il se heurte à un mélange des deux, aux mœurs douteuses. Il avait bien été prévenu, cet endroit est maudit, c’est la maison d’une concubine qui ne reçoit plus d’ordres de personne, d’une femme qui a eu l’affront de jeter son maître dehors. Cependant, cette maison c’est surtout celle d’Annelies, une magnifique jeune fille qui éclipse la beauté de toute autre femme et dont Minke tombe amoureux. Très vite une relation naît entre les deux jeunes personnes et cela scelle l’attrait de Minke pour ce lieu.
Perdu, Minke demande conseil à son ami Jean Marais. Celui-ci lui conseille fort à propos d’oublier tout préjugé et de se forger sa propre opinion en homme juste. Profitant de l’occasion, Minke va s’installer chez Nyai Ontosoroh. Amoureux de la fille il est hypnotisé par l’esprit de la mère. Nyai Ontosoroh, ne désirant rien de plus que le bonheur d'Annelies, qu’elle veut affranchir de ses propres souffrances, voit d’un très bon œil cette idylle et accepte volontiers la présence du jeune homme sous son toit, même si cela va l’encontre de toutes les convenances de l’époque.
C’est ainsi que Minke commence à prendre conscience des injustes différences entre colons européens, Métis et Indigène. Tirant profit des notes qu’il prend depuis toujours, il commence à écrire en néerlandais - sous un nom d’emprunt - des articles dans un journal local. Il y dénonce ce qu’il voit : les gens ne sont pas appréciés à leur juste valeur mais en fonction de leur sexe, leur origine, ou leur position sociale dans un pays où la complexité des relations humaines est poussée à son paroxysme.
Heureux, il pourrait le rester. Les premières appréhensions passées il prend beaucoup de plaisir à vivre dans cette famille où l’intelligence et le savoir sont de mise et où la médiocrité des on-dit reste au-delà du mur d’enceinte. Malheureusement, le drame qui se trame déjà depuis cinq années arrive à son comble : M. Mellema qui vivait discrètement dans la maison close tenue par le voisin chinois, aux frais de l’entreprise de sa concubine, est empoisonné. La vie privée des protagonistes est alors exposée sur la place publique. Les tribunaux n’épargnent personne et tout le monde apprend la relation intime qui lie Minke à Annelies. L’HBS se sépare de son meilleur élève pour sauver les apparences. Minke, dont l’identité secrète de journaliste est désormais connue, décide de s’en remettre au destin.
Voulant assumer ses responsabilités, sur les conseils éclairés de sa mère adorée, il décide d’épouser Annelies, pour, de son amour, laver la réputation de la femme qui habite son cœur. C’est le début de l’embellie, l’HBS, stimulée par quelques connaissances haut placée de Minke et par un professeur d’avant garde, le reprend en son sein. L’année scolaire se termine sur un diplôme portant la seconde meilleure note du pays suivi d’un mariage d’amour.

## Commentaire
Ce roman est riche en informations, il nous en dit beaucoup sur un grand nombre de sujets. La première chose qui saute aux yeux est le profil du héros. Minke est un jeune Javanais éclairé car formé par une institution européenne, de plus il a la fibre littéraire et il écrit des articles dans un journal local pour dénoncer la société de ses contemporains. Dans un autre contexte cela ressemble beaucoup à la personnalité de Pramoedya, lui aussi un écrivain éclairé et engagé. On peut donc soupçonner une plus ou moins grande part autobiographique dans cet ouvrage. Ce monument de la littérature indonésienne dénote aussi par son style : loin de poèmes et nouvelles (là encore une analogie avec Minke qui n’arrive pas écrire de poème en javanais) nous sommes confrontés ici à un roman philosophique voltairien. C’est ainsi que cette histoire dénonce un certain nombre de choses :

### L’archaïsme javanais
La société javanaise est régie par des lois très strictes où le respect des anciens est très profondément ancré et codifié par un nombre incalculable de coutumes qui s’apparentent plus à des procédures qu’à de la politesse. Nous verrons un grand frère qui se permet de consulter les écrits intimes du jeune frère. Nous assisterons à la cérémonie avilissante de celui qui salue le chef de province, etc. Il est remarquable, dans l’emploi de terme Indonésien non traduit, que toutes les relations sont codifiées avec des appellations appropriées (Gus, Mas, Noni, Nyai, Nyo entre autres). Ces codes relationnels rendent parfois impossible les relations au sein d’une même famille, comme l’impossible communication entre Minke et son père. 

### La position de la femme
Pramoedya dénonce avec force la position de la femme dans la société de l’époque, où elle n’a aucun droit. Le personnage principal de Nyai en est une flagrante illustration : elle a été vendue par son père pour que ce dernier profite d’une promotion sociale. Or, si son père n’a rien à se reprocher, elle, « simple » femme, porte la responsabilité de n’être qu’une concubine et par là même une femme sans morale ni vertu. Ceci n’est pas un cas isolé car le personnage très secondaire de la mère de May en est une autre illustration : la femme est tellement endoctrinée par cette façon de considérer les choses que cette malheureuse, violée, ne songe qu’à se mettre à mort pour laver l’affront. Finalement ce sera son propre frère qui mettra fin à ses jours. C’est le paradoxe de l’esclave coupable de l’esclavagisme.

### L’élitisme culturel
Loin d'être un moyen d’épanouissement et de libération des préoccupations de la vie matérielle, dans le Surabaya des années 1890, la culture est un outil de contrition, l’arme du pouvoir, l’ultime moyen de se monter supérieur à son prochain. Le néerlandais est la langue des forts, les autres langues (javanais et malais principalement) sont des langues de faibles. Lorsqu’un Européen s’adresse en javanais à un indigène, c’est parce que cette langue comporte de nombreux codes relationnels qui le forcent à se mettre verbalement au-dessous de l’Européen. De la même façon, le tribunal interdit à Nyai de s’exprimer en néerlandais, car elle n’est qu’une simple indigène.

### La supériorité raciale
Une des pires chose qui ressort dans cette histoire, c’est la notion de race, qui fait partie intégrante de tous les systèmes coloniaux. En effet, en superposition avec les systèmes archaïques de l’époque, on observe une échelle de valeur où le colon se trouve au-dessus du Métis, lui-même au-dessus de l’indigène. Il apparaît ainsi qu’un enfant métis peut se retrouver avec plus de droits et d’avantages que son parent Indigène comme cela s’illustre dans la relation entre Annelies, reconnue par M. Mellema son père néerlandais, par rapport à sa mère, Nyai Ontosoroh qui, en tant que concubine, n’a absolument aucun droit maternel sur sa propre enfant.

## Citation
« Mon grand-père m’avait appris que si vous étiez convaincu que vous alliez réussir vos études, vous réussissiez ; si vous pensiez qu’elle ne vous poseraient aucune difficulté, elle ne vous en poseraient aucune. Inutile d’avoir peur, quelle que soit la branche choisie, parce que ce type d’appréhension correspondait à une ignorance de départ, laquelle faisait de vous un ignorant en tout. » (Chapitre 13, page 247)

### Concernant l’ouvrage
- (en) « Penguin Book Club Reading Guide »(Archive.org • Wikiwix • Archive.is • Google • Que faire ?) (consulté le 7 avril 2013)

### Concernant l’auteur
- "Hommage à l’écrivain indonésien Pamoedya Ananta Toer"
- « "Visite de Pramoedya Ananta Toer en France" (1999) »(Archive.org • Wikiwix • Archive.is • Google • Que faire ?) (consulté le 7 avril 2013)
- (en) Pramoedya Ananta Toer (1925-2006)